# جاك نيلسن (لاعب كرة مضرب)
جاك نيلسن (بالنرويجية البوكمول: Jack Nielsen)‏ هو لاعب كرة مضرب نرويجي، ولد في 3 أغسطس 1896 في إغرسوند في النرويج، وتوفي في 1981.

## وصلات خارجية
- جاك نيلسن على موقع رابطة محترفي التنس (الإنجليزية)
- جاك نيلسن على موقع الاتحاد الدولي لكرة المضرب (الإنجليزية)
- جاك نيلسن على موقع كأس ديفيز (الإنجليزية)
- جاك نيلسن على موقع أرشيف التنس.كوم (الإنجليزية)
- جاك نيلسن على موقع أوليمبيديا (الإنجليزية)